# Pteronemobius heydenii
Pteronemobius heydenii är en insektsart som först beskrevs av Fischer 1853.  Pteronemobius heydenii ingår i släktet Pteronemobius och familjen syrsor.

## Underarter
Arten delas in i följande underarter:
- P. h. madagascariensis
- P. h. massaicus
- P. h. heydenii
- P. h. concolor
- P. h. tartarus